# Antoine Desmousseaux de Givré
Pour les articles homonymes, voir Desmousseaux (homonymie).
Antoine François Erhard Marie Catherine Desmousseaux de Givré, dit Desmousseaux, né le 18 juillet 1757 à Rouen et mort le 7 juillet 1830 à Dreux, est un préfet napoléonien, membre du Tribunat et député d'Eure-et-Loir pendant les Cent-Jours. Au retour du roi, il rentra dans la vie privée.

## Biographie
Avocat au parlement de Paris avant la Révolution, il est nommé membre de la municipalité de Paris en novembre 1789 et devient échevin et lieutenant du maire de Paris.
Appelé provisoirement (7 juillet) à remplacer Pierre-Louis Manuel comme procureur de la commune de Paris, il fut chargé, de floréal an IV à thermidor an V (avril 1796 à août 1797), de l'administration de la capitale, puis nommé en l'an VII (1798-1799) administrateur du département de la Seine.

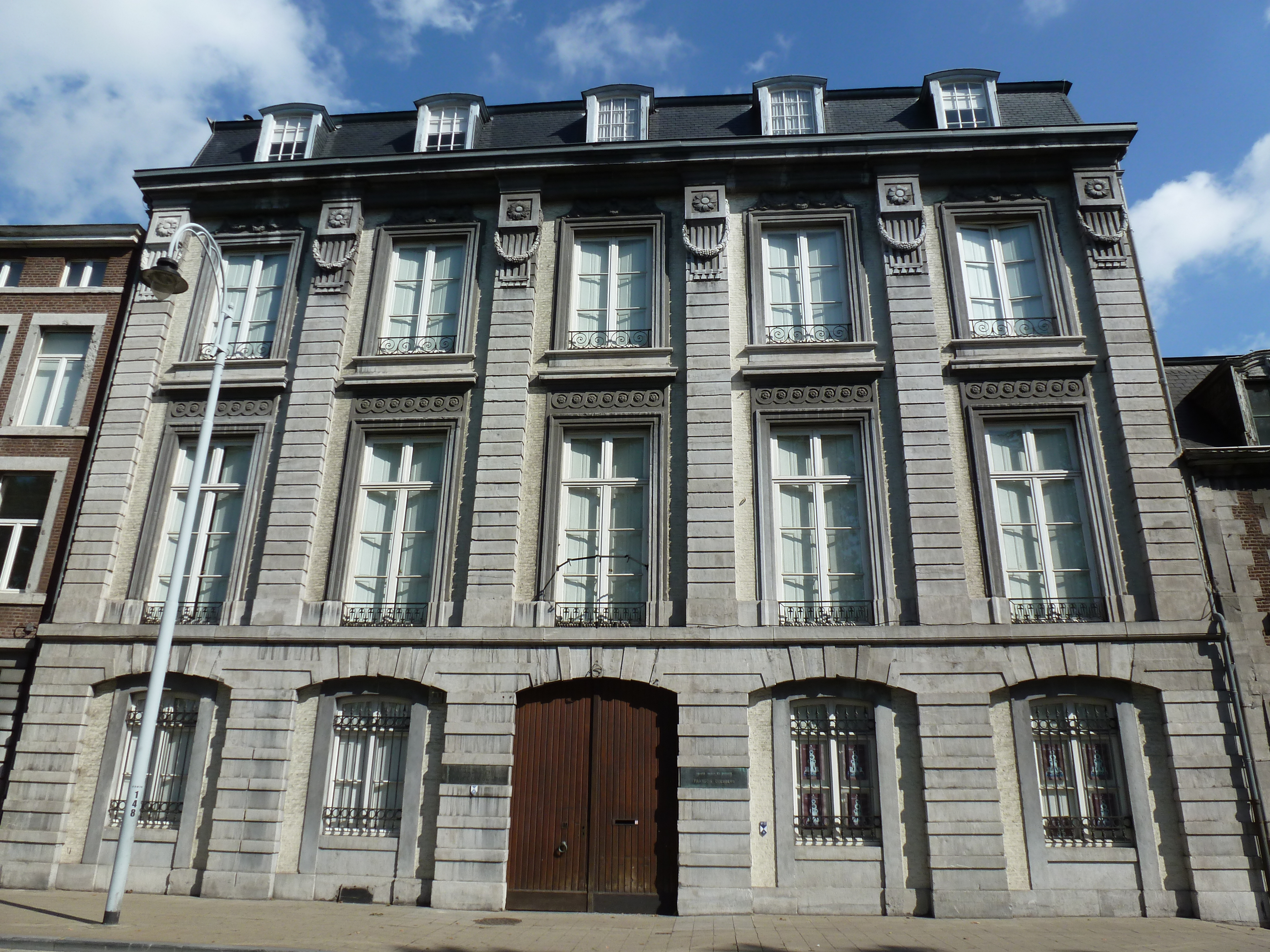
Hôtel Hayme de Bomal, hôtel de la préfecture de l'Ourthe, Liège, Belgique.

Le premier consul le fit entrer au Tribunat le 4 nivôse an VIII (25 décembre 1799) et l'appela à la préfecture de l'Ourthe le 11 ventôse suivant (2 mars 1800). Comme beaucoup de préfets, il rend compte à Paris des difficultés qu'il a rencontrées pour trouver des recrues pour l'armée française, devant l'hostilité des familles et parfois du clergé. À Liège, Desmousseaux s'est battu pour préserver l’église de l'abbaye Saint-Jacques confisquée. Toutefois, en ce qui concerne la cathédrale Saint-Lambert, qui était la cathédrale de l'ancien prince-évêque, Desmousseaux a confirmé sa démolition comme prévu.
Membre de l'ordre national de la Légion d'honneur (14 juin 1804), il devint préfet de la Haute-Garonne (4 avril 1806), fut créé chevalier (15 janvier 1809), puis baron de l'Empire (31 janvier 1810), officier de la Légion d'honneur (1809) et commandeur (1811). 
Il fut à nouveau nommé préfet de la Somme le (12 mars 1813), puis finalement de l'Escaut, douze jours après (25 mars 1813), jusqu'en 1814.
Le 10 mai 1815, l'arrondissement de Dreux l'élit député d'Eure-et-Loir à la Chambre des Cent-Jours. Bonapartiste convaincu, il se détourne de la politique après Waterloo. 
Il meurt en 1830 dans sa villa de Dreux. Son fils, Bernard Desmousseaux de Givré, et son petit-fils, ont ensuite fait une carrière politique[réf. nécessaire].

## Distinctions
- Commandeur de la Légion d'honneur